# Солдатов, Юрий Фёдорович
Юрий Фёдорович Солдатов (род. 9 марта 1940 года) — русский скульптор. Заслуженный художник Республики Башкортостан (1999). Член Союза художников СССР с 1978 года.

## Биография
Солдатов Юрий Федорович родился 9 марта 1940 года в г. Асбесте Свердловской области РСФСР.
В 1975 году окончил факультет скульптуры Ленинградского института живописи, скульптуры и архитектуры им. И. Е. Репина (Санкт-Петербургский государственный академический; 1975).
В настоящее время проживает и работает в г. Уфе.

## Работы
Памятник председателю колхоза Кникееву Р. Ф., А. С. Пушкин.
Памятный знак, посвященный павшим в Великой Отечественной войне 1941—1945 годов в с. Мирный Благоварского района Республики Башкортостан.

## Выставки
Солдатов Юрий Федорович — участник республиканских, зональных, региональных, межрегиональной, всероссийских, всесоюзных и международной выставок с 1975 года.

## Награды и звания
Заслуженный художник Республики Башкортостан (1999).